# Stjørdalshalsen
Stjørdalshalsen là một đô thị của Na Uy.
Đây là một thị xã và trung tâm hành chính của Stjørdal, Na Uy. Nó nằm giữa các con sông và Gråelva Stjørdalselva, và cửa các con sông này vào Trondheimsfjord. Tên thị xã tại địa phương cũng được biết với tên gọi Halsen.
Thị xã có diện tích 7,18 km ², dân số 10.494 và đã được cấp tư cách thành phố vào năm 1997. Tuyến đường sắt Nordland chạy qua thị trấn, được phục vụ bởi ga Stjørdal. Nó cũng là vị trí của xa lộ châu Âu E14 sáp nhập vào E6.